# Ghelința
Ghelința é uma comuna romena localizada no distrito de Covasna, na região histórica da Transilvânia. A comuna possui uma área de 112.43 km² e sua população era de 4857 habitantes segundo o censo de 2007.